# Wilhelm Jakobs

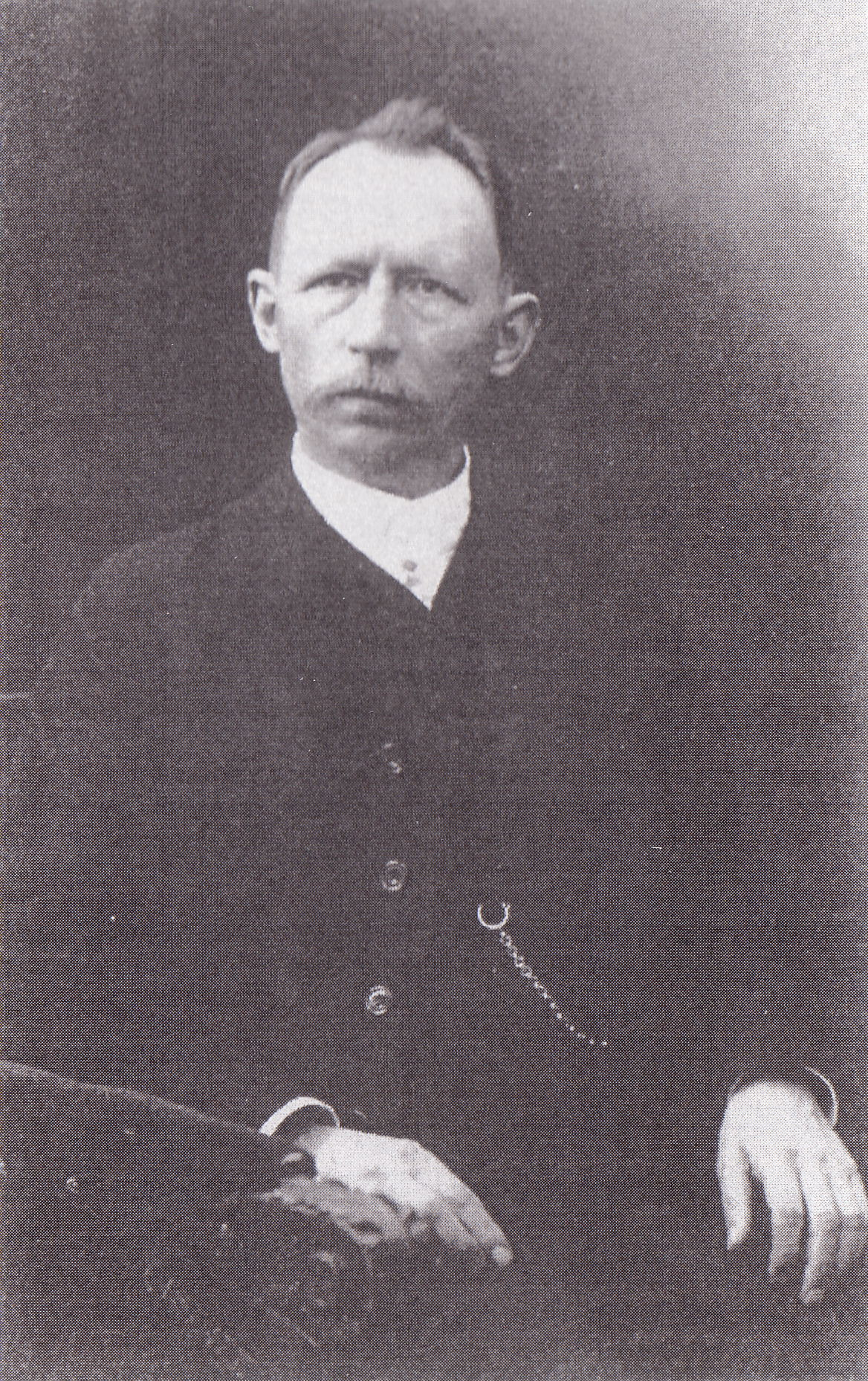
Wilhelm Jakobs um 1900

Wilhelm Jakobs (* 10. Februar 1858 in Diezenkausen bei Waldbröl; † 3. Februar 1942 in Bonn) war Eisenbahningenieur und Baurat.

## Leben

### Frühe Jahre und Ausbildung
Wilhelm Jakobs war das älteste Kind von Wilhelm Jakobs (1832–1913) und Luise geb. Simon.
Der Vater, ein angesehener Landwirt und Schmied, nahm öffentliche Ämter wahr, besaß dichterische Neigungen und war den Waldbrölern als „Dichter hinterm Pflug“ bekannt.
Der junge Wilhelm besuchte zuerst die Volksschule in Waldbröl, anschließend die höhere Bürgerschule.
Ab 1874 bis zum Abitur am 17. Juli 1877 besuchte er die Realabteilung des Friedrich-Wilhelm-Gymnasiums in Köln.
Am 9. Oktober 1877 immatrikulierte er sich an der damaligen Gewerbeakademie (späteren Technischen Hochschule/Universität) in Berlin im Fach Maschinenbau.
Am 22. November 1882 bestand er dort die Erste Staatsprüfung für Maschinenbau.
Nach verschiedenen praktischen Tätigkeiten in Eisenbahnwerkstätten und Ableistung des Militärdienstes als Einjährig-Freiwilliger im Eisenbahnregiment beschäftigte er sich anschließend in Hannover mit dem Lokomotivbau.
In den Jahren 1886 bis 1888 bestand er die Lokomotivenprüfung und war ab dem 16. Juli 1888 Eisenbahnbeamter bei der Eisenbahndirektion in Köln.
Am 28. August 1895 heiratete er Else Luyken und gründete in St. Johann seinen ersten Hausstand. Mit Else hatte er insgesamt 5 Söhne, die in den Jahren 1896 bis 1905 geboren wurden.
1896 wurde Wilhelm wieder zurück nach Köln berufen; 1900 schied er jedoch aus dem Staatsdienst aus, nachdem er die Leitung der Waggonfabrik in Rastatt übernommen hatte.
Am 10. April 1901 erhielt er vom Kaiserlichen Patentamt das Patent für einen „Personenwagen, bestehend aus mehreren gelenkig miteinander verbundenen Abteilungen, von denen je zwei mit den einander zugekehrten Enden auf einem gemeinschaftlichen Drehgestell ruhen“. Das später nach ihm benannte Jakobs-Drehgestell wird heute von vielen Triebwagen und Triebzügen in aller Welt verwendet. Bei dieser Konstruktion stützen sich zwei benachbarte Wagenkastenenden von Eisenbahnfahrzeugen auf ein gemeinsames Drehgestell ab, wodurch Aufwand und Gewicht gespart werden.
Im Frühjahr 1914 wurde der Verband Deutscher Waggonfabriken mit Sitz in Berlin gegründet. Jakobs wurde einer der beiden Geschäftsführer und zog mit seiner Familie nach Berlin-Dahlem.

### Erster Weltkrieg
Wilhelm Jakobs rückte zu Beginn des Ersten Weltkrieges am zweiten Mobilmachungstag als Hauptmann der Reserve und Kompanie-Führer der Reserve-Eisenbahnbau-Kompanie 9 ein und kam Mitte August mit seiner Kompanie nach Belgien, wo der Bahnhof Libramont wiederhergestellt wurde.
Von September bis November 1914 wurden die Kriegs-Eisenbahnbrücken über die Maas bei Charleville-Mézières, über die Schelde bei Ename und bei Audenarde gebaut, die Eisenbahn Sodeghem–Kortrijk mit Bahnhöfen wiederhergestellt und betriebsfähig gemacht.
Dann wurde die Bahn von Roeselare nach Moorslede und Ypern in Betrieb gesetzt.
Um die Jahreswende 1914/15 wurden die Eisenbahnen Torhout – Ostende und Thourout–Ypern übernommen und ausgebaut.
Bei Ostende wurden die schweren Geschütze auf die Dünen gebracht, und der Leuchtturm wurde zur Sprengung vorbereitet.
Im April 1915 leitete Wilhelm Jakobs den Eisenbahnbetrieb zum Angriff auf Ypern und während der anschließenden Kämpfe.
Im Juli 1915 wurde er zur 5. Armee (Kronprinzenarmee) versetzt und zum Chef der Baudirektion dieser Armee ernannt; am 30. November 1915 erfolgte seine Beförderung zum Major der Reserve.
Im Winter 1915/16 wurden mit den unterstellten Straßenbahn-Kompanien und zeitweise zugeteilten Truppenabteilungen die Zufuhr- und Angriffs-Wege zum Angriff auf Verdun im Gebiet der 5. Armee vorbereitet und während der Zeit des Angriffs und der Kämpfe vor Verdun gebaut und unterhalten.
Auch wurde durch Wiederinstandsetzung der Schleusen begonnen, den Maaskanal nach Verdun wieder betriebsfähig zu machen.
Im Herbst 1916 wurde Wilhelm Jakobs, dem das Eiserne Kreuz II. und I. Klasse und das Ritterkreuz I verliehen worden war, aus dem Feld zurückgerufen, um wieder in die Leitung des Verbandes Deutscher Waggon-Fabriken einzutreten, da der Bedarf an neuen Eisenbahnwagen kriegsnotwendig wurde.
Gleichzeitig war Jakobs auch im Fahrzeugausschuss tätig bis zu dessen Auflösung.
Die weitere Entwicklung des Krieges erfüllte ihn, der dem Alldeutschen Verband und dessen weitreichenden Kriegszielen nahestand, mit zunehmender Erbitterung und Sorge.
So unterstützte er 1917/18 auch das Auftreten der sogenannten Vaterlandspartei.
Am 28. Oktober 1918, wenige Tage vor dem Ende der Monarchie, wurde ihm noch der Titel des „Königlichen Baurats“ verliehen.
Als „Baurat Jakobs“ ist er dann auch bis über seinen Tod hinaus im Gedächtnis der Waldbröler geblieben.
Schwer trafen ihn der verlorene Krieg, die Revolution und der Versailler Vertrag.
Noch im Dezember 1918 beteiligte er sich an der Gründung der Deutschnationalen Volkspartei, für die er auch bei Reichstagswahlen kandidierte, ohne jedoch einen Sitz zu erlangen.
Im März 1921 wurde der Verband deutscher Waggonfabriken aufgelöst und ein Verein deutscher Waggonfabriken gegründet, der aber im Oktober 1923 ebenfalls aufgelöst wurde, wodurch Wilhelm Jakobs seine Stelle verlor.
Er war nun bereits 65 Jahre alt, aber der erzwungene Ruhestand machte ihm innerlich noch lange Zeit schwer zu schaffen.
Eine gewisse Befriedigung verschaffte ihm lediglich die in den 1920er Jahren einsetzende Produktion des auf seiner Erfindung beruhenden Jakobs-Gelenkwagens, an der er gelegentlich mitwirkte.

### Tod
Im Oktober 1926 verkaufte Wilhelm Jakobs sein Haus in Berlin-Dahlem und zog mit seiner Frau nach Bensheim an der Bergstraße, jedoch schon 1931 zog er in sein Heimatdorf Diezenkausen.
Im Jahre 1939, mit über 80 Jahren, gab Wilhelm Jakobs auch das Haus in Diezenkausen auf und zog mit seiner Frau in eine Pension nach Bonn, wo er am 3. Februar 1942 einem Schlaganfall erlag.